# انقلاب دیویدی

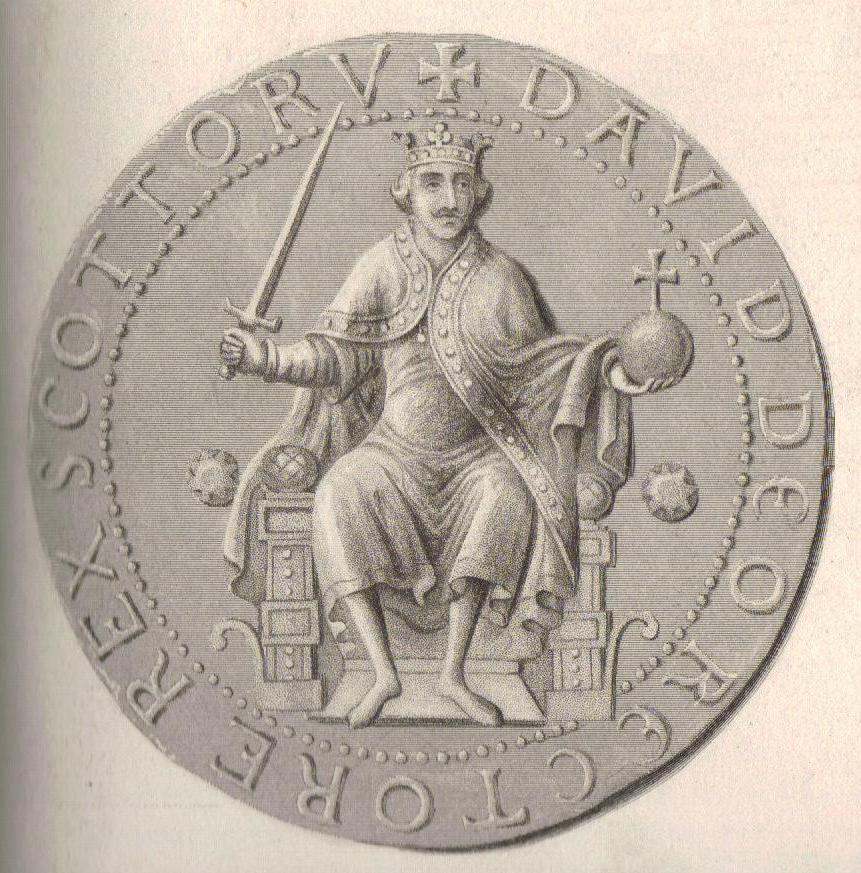
مهری منقش به تصویر دیوید یکم.

محققان عبارت انقلاب دیویدی (انگلیسی: Davidian Revolution) را در اشاره به مجموعه اصلاحاتی به کار می‌برند که به ابتکار دیوید یکم اسکاتلند (حکومت از ۱۱۲۴ میلادی تا ۱۱۵۳ میلادی) در پادشاهی اسکاتلند انجام گرفت. از جملهٔ این اصلاحات می‌توان به تشکیل براهای سلطنتی، تشکیل صومعه‌ها، نورمن‌سازی دولت اسکاتلند، و ایجاد ساختار ارباب‌رعیتی در اسکاتلند از طریق مهاجران نورمن اشاره کرد.